# Die sieben Sonnen
Die sieben Sonnen (englischer Originaltitel: The City and the Stars, erschienen 1956) ist ein Science-Fiction-Roman von Arthur C. Clarke, der eine komplette Überarbeitung seines Romans Vergessene Zukunft, auch Diesseits der Dämmerung (engl. Against the Fall of Night), darstellt. Zuletzt wurde der Roman in Deutschland unter dem Titel Die Stadt und die Sterne veröffentlicht.

## Entstehung des Romans
Against the Fall of Night war Clarkes erster veröffentlichter Roman und wurde 1948 in Startling Stories veröffentlicht, nachdem John W. Campbell ihn, wie Clarke berichtet, abgelehnt hatte. Einige Jahre später revidierte Clarke das Buch umfassend und gab ihm einen neuen Titel, um mit der neuen Version zu demonstrieren, was er in der Zwischenzeit an schriftstellerischen Fähigkeiten erworben hatte. Die hervorstechendsten Unterschiede zwischen den beiden Fassungen betreffen einzelne Szenen wie auch Details der einander gegenüberstehenden Zivilisationen Diaspar und Lys. Zur allgemeinen Überraschung blieb aber die erste Fassung des Buchs populär genug, um auch nach dem Erscheinen von Die sieben Sonnen weiterhin im Druck zu bleiben. Im Vorwort zu dem Roman gibt Clarke als Anekdote wieder, dass sich ein Psychiater und sein Patient eines Tages über das Buch unterhalten, ohne zu bemerken, dass jeder von ihnen eine andere der beiden Fassungen gelesen hat. Eine Fortsetzung des Romans, von Gregory Benford in Zusammenarbeit mit Clarke geschrieben, erschien 1990 unter dem Titel Jenseits der Dämmerung (engl. Beyond the Fall of Night).

## Inhalt
Auch wenn der folgende Abschnitt eine Zusammenfassung von Die sieben Sonnen ist, stellt er eine weitgehend zutreffende Beschreibung beider Bücher dar. Wesentliche Unterschiede sind die Figuren Khedron (die eine andere Person in der ersten Fassung des Buches ersetzt) sowie der letzte Bewohner der Ruinen Shalmiranes und die Art und Weise, in der die Bewohner Diaspars unsterblich sind.

### Hintergrund der Handlung
Die Handlung von Die sieben Sonnen spielt sich mehr als eine Milliarde Jahre in der Zukunft in der Stadt Diaspar ab. Zu diesem Zeitpunkt ist die Erde bereits so alt, dass die Ozeane verschwunden sind und auch die Menschheit sie fast vollständig verlassen hat. Soweit die Bewohner Diaspars wissen, bewohnen sie die letzte noch verbleibende Stadt auf der Welt. Diaspar ist vollständig überdacht und von der Außenwelt abgeschlossen. So lange wie sich die Bewohner der Stadt zurück erinnern können, hat niemand die Kuppelstadt betreten oder verlassen und alle ihre Einwohner leiden an einer instinktiven Agoraphobie. Die Geschichte, die als Auslöser dieser Angst erzählt wird, berichtet von einer Rasse skrupelloser Invasoren, welche die Menschheit von den Sternen zurück auf die Erde getrieben haben, um sie dort unter der Bedingung überleben zu lassen, dass die Menschen nie wieder den Planeten verlassen.
Die Stadt Diaspar wird vollständig durch einen Zentralcomputer in Betrieb gehalten und überwacht. Dabei wird nicht nur die Stadt von Maschinen instand gehalten, sondern auch ihre Bewohner werden von diesen zum Leben erweckt. Der Zentralcomputer erzeugt die Körper, in denen die Bewohner Diaspars leben, und speichert ihre Persönlichkeit wieder, wenn sie nach 1000 Jahren ihr gegenwärtiges Leben beenden. Zu jedem beliebigen Zeitpunkt bevölkert mit rund 10 Millionen Menschen nur etwa ein Prozent der gesamten Einwohnerzahl die Stadt, der Rest „schläft“ in den Speicherbänken des Zentralcomputers, um zu einem späteren Zeitpunkt wieder zu einem Bestandteil der lebenden Bevölkerung zu werden. Dabei mischt der Zentralcomputer die Zusammensetzung der Bevölkerung ständig neu. Die dauerhaften Bauwerke der Stadt stehen auf ähnliche Weise in Verbindung mit den Gedächtnisanlagen der Stadt. Ihre physikalische Struktur wird von den Maschinen bis hinab auf molekulare Ebene mit den Mustern in den Speicherbänken in Einklang gehalten.
Alle Personen, die in der Stadt gegenwärtig existieren, hatten bereits vorherige „Leben“ in Diaspar – mit Ausnahme einer einzigen Person: Alvin, der Hauptperson der Geschichte. Er ist einzigartig, denn er unterscheidet sich von allen anderen lebenden Bewohnern Diaspars nicht nur darin, dass er keine vergangenen Leben hat, an die er sich erinnern könnte, sondern auch dadurch, dass er den Willen hat, die Stadt zu verlassen, statt sich vor der Außenwelt zu fürchten. Im Roman hat Alvin gerade das Alter erreicht, in dem er als erwachsen gilt, und setzt all seine Energie dafür ein, um die Stadt zu verlassen. Schließlich hilft eine ausgefallene Person namens Khedron der Spaßmacher ihm dabei, mit Hilfe des Zentralcomputers einen Weg aus Diaspar hinauszufinden. Dies gelingt, nachdem beide entdecken, dass Diaspar in der fernen Vergangenheit mittels eines unterirdischen Transportsystems mit anderen Städten verbunden war. Obwohl die zugehörige Station versiegelt wurde und nur noch mittels eines geheimen Eingangs zugänglich ist, existiert dieses Transportsystem noch.

### Alvins Suche
Nachdem er die Stadt verlassen hat, findet Alvin heraus, dass noch eine weitere menschliche Siedlung auf der Erde erhalten geblieben ist. Im Gegensatz zu dem eingemauerten und hochtechnisierten Diaspar ist Lys eine große grüne Oase, die durch einen Ring aus Bergen von der weltweiten Wüste abgeschirmt wird. Die Menschen dort werden nicht durch Maschinen gespeichert und zu neuem Leben erweckt, sondern auf natürlichem Wege gezeugt und geboren, um anschließend zu altern und zu sterben. Sie haben die hochentwickelte Technologie Diaspars zugunsten einer naturverbundenen Lebensweise abgelegt und nutzen Maschinen nur zur Arbeitserleichterung. Die Bewohner von Lys haben sich in der Folge darauf konzentriert, ihre geistigen Fähigkeiten zu perfektionieren: Sie sind Telepathen und können untereinander auch über große Entfernungen hinweg ohne Sprache kommunizieren.
Alvin setzt auch dort seine Suche fort, bis er die Wahrheit darüber herausfindet, warum die Menschen in Diaspar so große Furcht vor der Außenwelt haben und die Bewohner von Lys Raumfahrt und mechanischen Dingen genauso ängstlich gegenüberstehen. In Lys unternimmt er einen Ausflug zusammen mit einem jungen Mann namens Hilvar. Als die beiden ein Signallicht sehen, beschließen sie, es zu untersuchen. Es führt die beiden nach Shalmirane, den Überresten einer Festung, von der aus die Invasoren mit Hilfe unvorstellbarer Waffen schließlich abgewehrt werden konnten. Dort begegnen sie einem außerirdischen Wesen und einem fremdartigen Roboter. Das Wesen ist der letzte Überlebende eines religiösen Kults aus der Zeit des Galaktischen Imperiums, zu dem die Menschheit einst gehört hatte. Der Roboter war der Begleiter des Gründers dieses Kultes, des Meisters, der seinen Anhängern am Ende seines Lebens auf die Erde gefolgt war. Alvin und Hilvar sind nicht in der Lage, den Inhalt des religiösen Kultes zu verstehen, außer dass er sich auf „die Großen“ bezieht, die fortgegangen sind, aber eines Tages wiederkehren werden. Alvin kann das Wesen überzeugen, ihm den Roboter anzuvertrauen, indem er vorbringt, dass der Meister es gewollt hätte, dass dieser sieht, wie sich die Dinge in der Welt entwickelt haben. Da der Meister dem Roboter jedoch verboten hat, vor der Wiederkehr der Großen seine Geheimnisse preiszugeben, gelingt es Alvin zunächst nicht, Weiteres zu erfahren.
Der Roboter versetzt Alvin anschließend in die Lage, den Menschen von Lys zu entkommen, als diese versuchen, sein Gedächtnis zu verändern und nach Diaspar zurückzuschicken. (Andere Einzigartige, die vor ihm Lys erreicht hatten, sind dort geblieben. Doch da es zu spät war, um zu verhindern, dass sich in Diaspar die Nachricht der Existenz von Lys ausbreitet, steht Alvin dieser Weg nicht offen.) Zurück in Diaspar kann er mit Hilfe des Zentralcomputers den Roboter von den Sperren des Meisters befreien, indem dieser für den Roboter eine überzeugende und apokalyptische Illusion der Rückkehr der Großen erzeugt.

### Entdeckungen
Alvin erfährt nun von dem Roboter, dass das Raumschiff des Meisters immer noch außerhalb von Diaspar abrufbereit wartet. Er lässt sich das Schiff herbeiholen, holt Hilvar aus Lys ab und reist mit ihm zusammen zu den sieben Sonnen, einer ringförmigen Sternkonstellation, die das ehemalige Zentrum des Galaktischen Imperiums markiert. Dabei treffen sie auf Vanamonde, ein Wesen, welches als reiner Intellekt existiert und mit dem Hilvar telepathisch kommunizieren kann. Sie bringen Vanamonde mit zurück zur Erde, wo dieser schließlich die Wahrheit über die historischen Ereignisse preisgibt.
Wie sich herausstellt, sind die furchteinflößenden Invasoren lediglich ein Mythos. (Die Festung Shalmirane wurde tatsächlich verwendet, um den Mond zu zerstören, als dieser mit der Erde zu kollidieren drohte.) Vielmehr sind die Bewohner von Diaspar und Lys die Nachkommen von Menschen, die sich willentlich vom restlichen Universum abgewendet hatten, nachdem das größte wissenschaftliche Experiment der Menschheitsgeschichte fehlgeschlagen war: Die Erschaffung eines reinen, körperlosen Intellekts. Beim ersten Versuch war ein mächtiges, aber wahnsinniges Wesen erschaffen worden, das „Irre Gehirn“ (engl. the Mad Mind). Das Irre Gehirn hatte anschließend die gesamte Galaxie und ihre Zivilisation verwüstet, bevor es in einen „seltsamen künstlichen Stern“ mit dem Namen „Schwarze Sonne“ eingesperrt werden konnte.
Vanamonde ist das Ergebnis des zweiten, erfolgreichen Experiments des früheren Imperiums: ein Wesen reinen Intellekts, unermesslich alt und mächtig, in der Lage, sich unverzüglich an jeden beliebigen Ort im Universum zu begeben – doch es ist vollkommen kindlich: intelligent, aber unerfahren. Hilvar erkennt, dass es Vanamondes Bestimmung ist, gegen das Irre Gehirn anzutreten, wenn dieses am Ende der Zeit aus seinem Gefängnis freikommt.
Nach diesen Ereignissen hatte der Großteil des Galaktischen Imperiums unsere Galaxie verlassen. Nur einige versprengte Wenige waren zurückgeblieben und die Herrschaft über die Galaxie wurde Vanamonde überlassen. Die Ursache für den Exodus war der Kontakt mit etwas „sehr Seltsamem und sehr Großem“, das sie zu sich gerufen hatte.
Dank Alvins Entdeckungen werden Diaspar und Lys wieder miteinander vereinigt. Er entsendet das Schiff, unter dem Kommando des Roboters, um nach der lange verschollenen Bevölkerung des Imperiums zu suchen. Er selbst begibt sich nicht mit auf die Suche – selbst wenn noch andere Menschen in unserer Galaxis verblieben sind, haben sie sich vermutlich zurückentwickelt – da es auf der Erde noch genug für ihn zu tun gibt. Selbst die zur Wüste gewordene Umwelt, so hofft er, lässt sich wiederbeleben.

## Vergleich der beiden Fassungen
Clarke hatte angenommen, dass die neuere Fassung des Buches (Die Sieben Sonnen) einfach die ältere (Diesseits der Dämmerung) ersetzen würde. Stattdessen gab eine große Zahl von Lesern der früheren Version des Romans den Vorzug. Als Folge davon befinden sich – was selten ist – beide Fassungen in ähnlichem Maße und mit gleicher Popularität im Umlauf.

### Beginn
Diesseits der Dämmerung beginnt mit einem Fragment, welches ursprünglich 1935 unabhängig vom Rest verfasst wurde. Darin ist alles Leben in Diaspar zum Stillstand gekommen, und Alvin wird von seinem Vater aus dem Haus gerufen, um sich etwas am Himmel anzusehen. Alvins Vater sagt, er hätte bisher nur ein einziges Mal in seinem Leben etwas Ähnliches gesehen. Es ist eine Wolke. Dieser Moment inszeniert den Hintergrund der Handlung als „Wüste am Ende der Zeit“ auf dramatische Art und Weise, widerspricht jedoch dem später im Buch erwähnten Detail, dass Rorden noch nie zuvor die Sterne gesehen hat, als Alvin ihm die Außenwelt zeigt.

### Alvin das einzige Kind?
In Diesseits der Dämmerung ist Alvin das einzige Kind, das innerhalb von siebentausend Jahren in Diaspar geboren wird, und die Bewohner der Stadt werden als unsterblich beschrieben, obwohl ihre Lebensspanne nur extrem verlängert zu sein scheint – ein Thema, welches das Buch im Unklaren lässt.
In Die sieben Sonnen erleben die Bewohner Diaspars eine endlose Folge von begrenzten Lebensspannen, in deren Verlauf sie immer wieder neue Körper in der „Halle der Schöpfung“ erhalten und ihre Persönlichkeiten während der dazwischen liegenden Zeit in den Speicherbänken der Stadt unverändert aufbewahrt werden. In dieser Fassung ist Alvin lediglich ein „Einzigartiger“, eine Person, die ungewöhnlicherweise noch nie zuvor gelebt hat – ein Phänomen, das zuvor nur sehr selten aufgetreten ist.
In beiden Fassungen ist es die ablehnende Haltung von Lys gegenüber dem „falschen Traum“ der Unsterblichkeit, welche zum Bruch mit Diaspar geführt hat.

### Unterstützung und KI
Im Buch Diesseits der Dämmerung wird Alvin bei seinen Bemühungen, Diaspar zu verlassen, von Rorden unterstützt, dem Archivar der Stadt. In Die Sieben Sonnen wird Rorden durch Khedron den Spaßmacher ersetzt, dessen Aufgabe es ist, von Zeit zu Zeit ein gewisses Maß an Unordnung in das öffentliche Leben einzubringen, weswegen er auch Zugang zu ungewöhnlichen Orten in der Stadt hat. Alvins Erfolg wird schließlich jedoch durch die stillschweigende Zustimmung des Zentralcomputers ermöglicht. Dies hat keine direkte Entsprechung in Diesseits der Dämmerung und verdeutlicht die neuen Möglichkeiten, welche in den Nachkriegsjahren durch Computer erschlossen wurden. In der ersten Fassung des Buches gibt es zwar Master-Roboter, doch sind diese eine Vielzahl von Maschinen und scheinen nicht die aktiv kontrollierende Rolle des Zentralcomputers in der späteren Fassung einzunehmen. Dabei ist auch dort der Zentralcomputer keine einzelne Maschine, sondern lediglich die primäre künstliche Intelligenz, welche alle Computersysteme der Stadt steuert und überwacht. Während der Zentralcomputer in Diesseits der Dämmerung keinerlei eigenes Bewusstsein erkennen lässt, zeigt er in Die sieben Sonnen eine klar definierte Persönlichkeit.

### Roboter
Es gibt auch einige Unterschiede in der Handlung, die den Roboter betreffen. In der ersten Fassung ist der Anhänger des Meisters ein Mensch, der über drei Roboter verfügt, von denen er einen an Alvin verleiht. In der neueren Fassung ist es ein außerirdisches Wesen, dem nur ein Roboter zur Seite steht. Wie oben erwähnt, wird die Blockierung des Roboters in Die sieben Sonnen durch eine apokalyptische Illusion überwunden. In der früheren Fassung wird stattdessen einfach ein Duplikat des Roboters hergestellt, in dem die Blockade fehlt.

### Details über das Leben in Diaspar
Die sieben Sonnen enthält außerdem einiges an zusätzlichen Details über das Leben in Diaspar. So werden zum Beispiel die Abenteuer erwähnt – Virtuelle Realitäten mit Totalimmersion, welche der Unterhaltung dienen und innerhalb derer man offenbar sein Wissen über die restliche Umwelt verliert. Alvin hat eine Geliebte, Alystra, die er zurücklässt. (Sex und sogar ein gewisses Maß an romantischer Liebe existieren weiterhin in Diaspar, allerdings unabhängig von Fortpflanzung und Familienleben.) Wenn die Einwohner Diaspars nach ihrer (Wieder-)Geburt die Halle der Schöpfung verlassen, werden ihnen „Eltern“ zugewiesen, die sich um ihre soziale Bildung kümmern, sowie ein Tutor. Obwohl die neuen Bewohner im Körper eines Erwachsenen in die Welt hinaustreten, erinnern sie sich zunächst nicht an ihre vorherigen Leben. Dies geschieht erst, wenn sie etwa zwanzig Jahre alt werden. Dieser Umstand wird den jungen Einwohnern gegenüber auch so lange nicht angesprochen, bis ihre „Eltern“ mit ihnen ein Gespräch über den „Ernst des Lebens“ führen. Zumindest wurden diese Umstände Alvin gegenüber vorher nicht angesprochen, so dass er sich erst mit seinem „Erwachsenwerden“ seiner besonderen Rolle bewusst wird. Nur sehr wenig davon findet in Diesseits der Dämmerung Erwähnung. In der ursprünglichen Fassung ist Alvin offenbar im eigentlichen Wortsinn ein Neugeborener – der erste seit 7000 Jahren. Es wird nicht erklärt, ob dieses Intervall normal ist, oder ob Kinder überhaupt erwartet werden.

### Alvins Rolle
Diaspar ist in Die sieben Sonnen offensichtlich als in sich abgeschlossene Stadt geplant worden, deren wahre Vergangenheit vorsätzlich verschleiert wurde. Es hat den Anschein, als wären die Einzigartigen von den ursprünglichen Planern der Stadt in die Gesellschaft eingefügt worden, da diese dachten, dass ein Sicherheitsmechanismus notwendig ist, um regelmäßig zu erkunden, was sich außerhalb der Stadt befindet (dadurch wird die Rolle Alvins weniger unabhängig: Während er in Diesseits der Dämmerung ein Abenteurer – wohlgemerkt der erste erfolgreiche – ist, erscheint er in Die sieben Sonnen am Ende eher so, als sei er lediglich eine Figur in einem vorher festgelegten Spiel).
Der Weg aus Diaspar hinaus beinhaltet in beiden Fassungen das Grab von Yarlan Zey. In Die sieben Sonnen ist Yarlan Zey eine der führenden Personen unter den ursprünglichen Planern Diaspars, könnte aber auch derjenige gewesen sein, der für das Erscheinen der Einzigartigen verantwortlich ist.

### Die Reise der führenden Persönlichkeiten Diaspars nach Lys
Am Ende der Geschichte, als die führenden Persönlichkeiten Diaspars nach Lys reisen, sind sie in Diesseits der Dämmerung einfach in der Lage, ihre eigenen Ängste zu besiegen, während es in Die sieben Sonnen dazu kraftvoller Psychologie bedarf. So durchläuft Alvins Tutor Jeserac ein spezielles Abenteuer, in dem ihm Yarlan Zey erläutert, wie Diaspar gegründet wurde, um ihn anschließend ebenso symbolisch wie real von seinen Ängsten zu befreien.

### DerMeisterund dieGroßen
Es gibt auch einen leichten Unterschied, wie die beiden Bücher den Meister und die Großen beschreiben. In Diesseits der Dämmerung wird schließlich enthüllt, dass die Großen jener Teil der Bürger des Imperiums sind, welcher die Galaxie verlassen hat. Der Meister wird dort als ein weiser Mann beziehungsweise als Philosoph dargestellt, dessen Lehren missverstanden und von abergläubischen Anhängern zu einer Religion gemacht wurden. In Die sieben Sonnen ist er hingegen ein religiöser Anführer, der sich auch mancher Täuschungen bedient hat, um seine Ziele zu erreichen. Die Blockade, die er dem Roboter auferlegt hat, diente dazu, seine Geheimnisse zu wahren (trotzdem hat er auch vieles gelehrt, das weise und nobel war). In der späteren Fassung werden die Großen nicht näher identifiziert.
Im Allgemeinen erwecken in Diesseits der Dämmerung die verfälschte Geschichte und die dystopische Gesellschaft mehr den Eindruck, organisch gewachsen zu sein, während sie in Die sieben Sonnen als vorsätzliche Planung erscheinen. Während dies für Diaspar kaum einen Unterschied macht, wird der Umstand, dass Lys dieselbe verzerrte Geschichtsschreibung teilt, dadurch weniger plausibel.

## Ausgaben
Against the Fall of Night
- Erstdruck: Against the Fall of Night. In Startling Stories. November 1948, S. 11–70.
- Amerikanische Erstausgabe: Against the Fall of Night. Gnome Press, New York 1953.
- Deutsche Erstausgabe: Vergessene Zukunft. Übersetzt von Elisabeth Simon. Ullstein 2000 Bd. 84 (3103). Ullstein, Berlin 1975, ISBN 3-548-13103-4.
- Spätere Buchausgabe: Diesseits der Dämmerung. Ungekürzte Übersetzung von Walter Brunn. Heyne, München 1993, ISBN 3-453-06429-1.
- Aktuelle Ausgabe (englisch): mit Gregory Benford: Against the Fall of Night / Beyond the Fall of Night. Orbit, London 2000, ISBN 1-85723-026-4.
- E-Book (englisch): Against the Fall of Night. RosettaBooks, 2012, ISBN 978-0-7953-2492-5.

The City and the Stars
- Amerikanische Erstausgabe: The City and the Stars. Harcourt, Brace & Company, New York 1956.
- Britische Erstausgabe: The City and the Stars. Frederick Muller, London 1956.
- Deutsche Erstausgabe: Die sieben Sonnen. Übersetzt von Tony Westermayr. Goldmanns Zukunftsromane #13. Goldmann, München 1960.
- Erste Taschenbuchausgabe: Die sieben Sonnen. Goldmanns Weltraum Taschenbücher. Bd. 9. Goldmann, München 1962.
- Aktuelle Ausgabe: Die Stadt und die Sterne. Überarbeitete Neuausgabe mit einem Vorwort von Gary Gibson. Reihe Meisterwerke der Science Fiction. Heyne, München 2011, ISBN 978-3-453-53397-4.
- E-Book (englisch): The City and the Stars. RosettaBooks, 2012, ISBN 978-0-7953-2501-4.